# Robin Vanderbemden
Robin Vanderbemden (Seraing, 10 februari 1994) is een Belgische atleet, die zich heeft toegelegd op de sprint. Hij nam driemaal deel aan de wereldkampioenschappen en eenmaal aan de Olympische Spelen en veroverde zeven Belgische titels. Zijn voornaamste successen op internationaal niveau behaalde hij als lid van de Belgische ploeg op de 4 × 400 m estafette, met als hoogtepunt de gouden medaille op de Europese kampioenschappen van 2016.

## Biografie
Vanderbemden werd in 2013 voor het eerst Belgisch indoorkampioen op de 60 m. Een titel die hij het jaar nadien verlengde.
Bij de Belgische kampioenschappen 2015 werd Vanderbemden zesde op de 400 m en veroverde daarmee zijn plaats in het 4 × 400 m estafetteteam voor de wereldkampioenschappen in Peking. Voor de finale verving hij Antoine Gillet, die op zijn beurt de geblesseerde Dylan Borlée diende te vervangen. De Belgische ploeg behaalde een vijfde plaats.
In 2016 werd Vanderbemden als reserve van de Belgische estafetteploeg voor de 4 × 400 m uitgezonden naar de Europese kampioenschappen in Amsterdam. Hier kwam hij in de reeksen in actie als vervanger van Dylan Borlée. Het viertal won in 3.03,15. In de finale nam Dylan Borlée de plaats van Vanderbemden over en samen met diens broers Jonathan en Kevin, aangevuld met Julien Watrin, sleepte de Belgische ploeg op de laatste dag van de kampioenschappen en in het laatste onderdeel van het toernooi de tweede gouden medaille voor België uit het vuur in 3.01,10. Samen met Julien Watrin, Kevin Borlée en Dylan Borlée liep Vanderbemden ook naar de zilveren medaille op de 4 × 400 meter tijdens de Europese indoorkampioenschappen van 2017.
In 2021 nam Vanderbemden voor het eerst deel aan de Olympische Spelen. In een tijd van 20,70 seconden kon hij zich plaatsen voor de halve finale van de 200 m. In deze halve finale eindigde hij op de zevende plaats, waarmee hij net niet doordrong tot de finale.

### Clubs
Vanderbemden is aangesloten bij Seraing Athlétique.

## Kampioenschappen

### Internationale kampioenschappen
| Onderdeel | Titel             | Jaar       |
| --------- | ----------------- | ---------- |
| 4 x 400 m | Europees kampioen | 2016, 2024 |

### Belgische kampioenschappen
Outdoor
| Onderdeel | Jaar             |
| --------- | ---------------- |
| 200 m     | 2017, 2019, 2021 |

Indoor
| Onderdeel | Jaar                   |
| --------- | ---------------------- |
| 60 m      | 2013, 2014, 2017, 2018 |

## Persoonlijke records
Outdoor
| Onderdeel | Prestatie | Wind     | Datum            | Plaats             |
| --------- | --------- | -------- | ---------------- | ------------------ |
| 100 m     | 10,40 s   | 0,1 m/s  | 19 juli 2017     | Naimette-Xhovémont |
| 200 m     | 20,43 s   | -0,3 m/s | 28 juli 2018     | Ninove             |
| 400 m     | 45,51 s   |          | 8 september 2023 | Brussel            |

Indoor
| Onderdeel | Prestatie | Datum        | Plaats |
| --------- | --------- | ------------ | ------ |
| 60 m      | 6,68 s    | 1 maart 2014 | Gent   |

## Palmares

### 60 m
- 2012:  BK AC indoor - 6,98 s
- 2013:  BK AC indoor - 6,84 s
- 2014:  BK AC indoor - 6,71 s
- 2017:  BK AC indoor – 6,77 s
- 2018:  BK AC indoor – 6,72 s

### 100 m
- 2020:  BK AC - 10,51 s

### 200 m
- 2013: 8e EK junioren in Rieti - 21,39 s
- 2013: 8e Jeux de la Francophonie in Nice - 21,68 s
- 2016: 6e in serie EK in Amsterdam - 21,17 s
- 2017:  BK AC - 20,84 s
- 2018: 7e in ½ fin. EK in Berlijn - 20,62 s
- 2019:  BK AC - 20,87 s
- 2021:  BK AC - 21,08 s
- 2021: 7e in ½ fin. OS in Tokio - 21,00 s (in serie 20,70 s)
- 2022:  BK AC - 21,25 s
- 2022: 5e in serie EK in München- 20,90 s

### 400 m
- 2015: 8e EK U23 in Tallinn - 47,20 s
- 2016:  BK AC - 45,98 s
- 2018:  BK AC - 46,09 s
- 2023:  BK AC - 46,53 s

### 4 × 100 m
- 2022: 6e EK in München - 39,01 s (in reeks 38,73 s = NR)

### 4 × 400 m
- 2013: 5e series EK junioren in Rieti - 3.12,96
- 2013:  Jeux de la Francophonie in Nice - 3.06,24
- 2013: 5e WK in Peking - 3.00,24
- 2016:  EK - 3.01,10[2]
- 2017:  EK indoor - 3.07,80
- 2017: 4e WK - 3.00,04
- 2019:  IAAF World Relays in Yokohama - 3.02,70
- 2019:  WK in Doha - 2.58,78
- 2023: 5e in serie WK in Boedapest - 3.00,33
- 2024:  EK in Rome – 2.59,84

### 4 × 400 m gemengd
- 2019: 6e WK in Doha - 3.14,22[3]
- 2023: 5e WK in Boedapest - 3.13,83 (in serie 3.11,81)